# Cladolabes bifurcatus
Cladolabes bifurcatus is een zeekomkommer uit de familie Sclerodactylidae.
De wetenschappelijke naam van de soort werd in 1944 gepubliceerd door Elisabeth Deichmann.